# ザイド・ブン・アリー

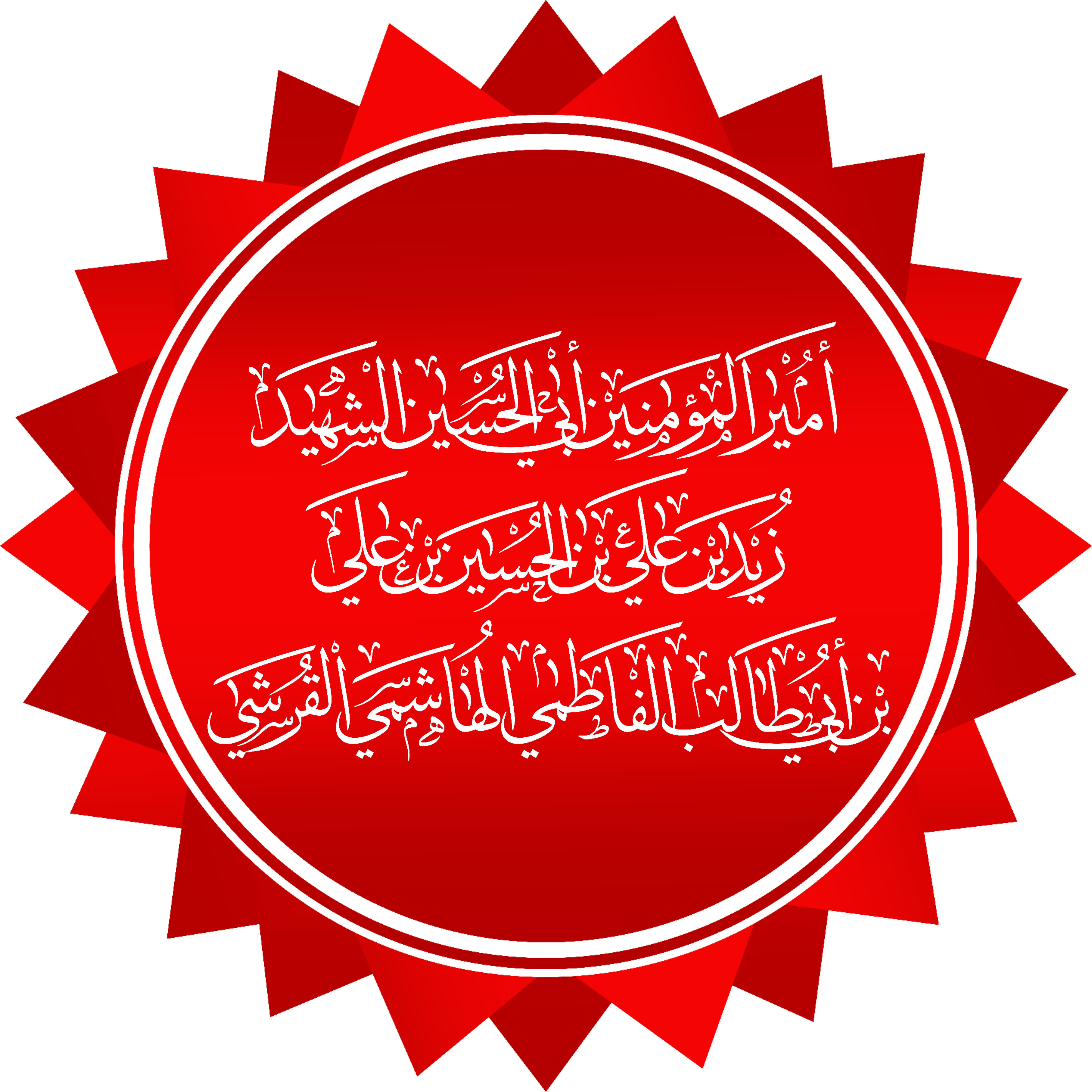
ザイド・ブン・アリー・ブヌル・フサイン・ブン・アリー・ブン・アビー・ターリブ

ザイド・ブン・アリー (アラビア語: زيد بن علي, ラテン文字転写: Zayd b. ʿAlī; 694-695年頃 - 740年) は、アリー・ザイヌルアービディーンの息子で（#生い立ち）、西暦740年クーファにおいてウマイヤ朝に対する蜂起・反乱を主導した8世紀の人物。蜂起は失敗しザイドは処刑される（#ザイドの蜂起）。シーア派の中でザイドの蜂起に同調しなかった者たちが一説によると「ラーフィダ」と呼ばれ、のちのイマーム派を形成することになる。他方で、ザイドを支持する者たちはザイド派を形成し、のちにイエメンやタバリスターンに新たな支持者を獲得していった（#ラーフィダとザイド派）。

## 生い立ち
ザイドはマディーナで生まれた。父親はアリー・ザイヌルアービディーンである。生年がはっきりとはわかっていない。アブル・ファラジュ・イスファハーニーの Maqātel al-Ṭālebīyīn には、ザイドは殺されたとき42歳であったと書かれており、これらスンナ派の資料に基づいて、生年は698年-699年（ヒジュラ暦79-80年）と推定されている。しかし、『イスラーム百科事典第2版』の寄稿者マーデルングによると、ザイドの息子のフサインが伝える694年-695年（ヒジュラ暦75年）の方が信頼できるとのことである。ヒジュラ暦75年説をとるとザイドは異母兄のムハンマド・バーキルより18歳若い。父のザイヌルアービディーンが亡くなったとき（712年-713年/ヒジュラ暦94年）兄のムハンマドはフサイン家の家長になり、シーア派全体のイマームとして広く認知された。
ザイドの母親の名前もはっきりわかっておらず、«جیدا», «جید», «حیدان» などと諸説がある。イブン・アブドゥラッビフ、イスファハーニー、タバリーによると、ザイドがヒシャーム・ブン・アブドゥルマリクと対面した際、ヒシャームはザイドに「お前はカリフの地位を欲しているそうだな、しかし、それは決して得られぬぞ、なぜならお前は奴隷女の息子だからだ」と言ったという。
なお、このときザイドは、神が御自ら、その位を自分の近くに引き寄せた預言者ムハンマド以上に神に近い人間はいないと前置きした上で、ムハンマド以前にもっとも神の傍まで寄れた預言者はイシュマエルではないかと述べることでこれに答えた。そして、「イシュマエルは奴隷女の息子で、その兄は自由身分の女の息子（そう、あなたのように）だったが、神がお選びになったのはイシュマエルだった」と述べたという。
イブン・ハルドゥーンによると、ザイヌル・アービディーンが 713年に亡くなると、ムハンマド・バーキルとザイドの兄弟は対立した。ザイドの信奉者はザイドがイマームを引き継いだことを公的に宣言し、バーキルは公的に宣言することを望まなかったものとみなした。バーキルは、父が自らイマームであることを宣言したことはなかったが、それでもなおイマームそのものであったではないかと、ザイドに反論した。最終的に、多くの者がザイドを拒否したため、ザイドは、アブー・バクルとウマルのイマーマ継承を正当と認める宣言をした。厳格なシーア派は、これを拒絶するものである。

## ザイドの蜂起
ムフタールの乱鎮圧後のクーファではカイサーン派諸派がまだ活動を続けていたが、それらも含めた親アリー勢力の人々の間では、アリーの後継者として、ハサン家の男子を推す声が高まっていた。ザイドは、そのような状況下のクーファを訴訟のために訪れた。そして、クーファの民の一部の支持を受けて、ヒジュラ暦122年サファル月（西暦740年）に、蜂起した。しかしながら、その動きは事前にウマイヤ朝のイラク総督の察知するところになり、蜂起は数日のうちに鎮圧され、ザイドは捕らえられて処刑された。
タバリーによると、ウマイヤ朝のカリフ、ヒシャーム・ブン・アブドゥルマリクが治めていた時代のクーファにおいて、ザイドの遺体は掘り起こされて、首と胴体が別々に切り離された上、磔にされた。そして、息子のヤフヤーがザイドの遺志を継いだという。遺体の掘り起こしを命じたのはイラク総督ユースフ・ブン・ウマル・サカフィーである。

## ラーフィダとザイド派
ザイドの社会正義と公正の実現の呼びかけに応えず、ザイドを拒否した者たちを「ラーフィダ」（拒否する者）という。ラーフィダはザイド派によるイマーム派の他称となった。
十二イマーム派は、ザイドのイマーマ継承を認めることはなく、単にウマイヤ朝に対する反乱者として扱う。十二イマーム派によると、ザイドは、クーファでジハードを起こそうとする前に、甥のジャアファル・サーディクに許可を求めたところ、ジャアファルは次のように答えたという。「ああ、叔父どの、あなたがキナサ〔ママ〕（クーファ）で殺され、磔にされたとしても、それはあなたの問題です。」また、ザイドがクーファに出発する際には、「叔父の主張を耳にし、それに応答しない者に災いあれ。」と言ったという。
ファーティマ裔にのみイマーマ（イマーム性）を認めるイスラーム教シーア派のうち、アリーから受け継がれていったイマーマが、ザイドの兄のムハンマド及びその息子ジャアファルに受け継がれたとする分派が十二イマーム派などのイマーム派であり、ザイドに受け継がれたとする分派がザイド派である。

## 著作
ザイド派はザイド・ブン・アリーをイマーム・ザイドと呼ぶ。イマーム・ザイドは以下の遺産をその信奉者たちのために残した。
- 『集成』（Al Majmû' あるいは Musnad Ul Imâm Zayd）は、ザイドが伝えるハディース集である。
- 『クルアーンの驚異に対する注解』（Tafsîr Gharîb Il Qur'ân）は、聖典クルアーンの注解である。
- 『マナースィクル・ハッジ・ワル・ウムラ』（Manâsik Ul Hajj wa-l-'Umrah）は、メッカへの大巡礼（ハッジ）と小巡礼（ウムラ）の作法を説いた本である。
- 『イマーム・ザイド書簡集』（Majmû' Ur Rasâ'il wa Kutub Il Imâm Zayd）は、ザイドが書いた書簡を集めたものである。

## 子孫
ザイド・ブン・アリーは生涯で3人の女性と結婚した。そのうちの2人の妻との間に合計4人の男子をもうけた。ライタ・ビント・アビー・ハーシムとの間にヤフヤーを、ウンム・ワラドとの間にイーサー、ムハンマド、フサインをもうけた。イーサーの息子、アフマドは、ザイド派のハディースを伝える伝承学者として知られる。なお、妻ライタはイブン・ハナフィーヤの息子アブー・ハーシム・ハナフィーヤの娘である。